# ALP-45DP
A ALP-45DP é uma locomotiva diesel-elétrica  híbrida com pantógrafo para uso em trechos eletrificados da ferrovia, atualmente em desenvolvimento pela empresa canadense Bombardier.

## NJT
A New Jersey Transit encomendou 26 destas locomotivas especiais que podem rodar em linhas elétricas e não elétricas.

## AMT
A AMT de Montreal também encomendou 20 destes modelos.

## Especificações
São dois motores a Diesel modelo Caterpillar 3516B, que produzem 4200 Hps, e quatro geradores MITRAC DR 3700F que produzem 6800 Hps quando a locomotiva está em trechos eletrificados.

ALP-45DP no Innotrans 2010
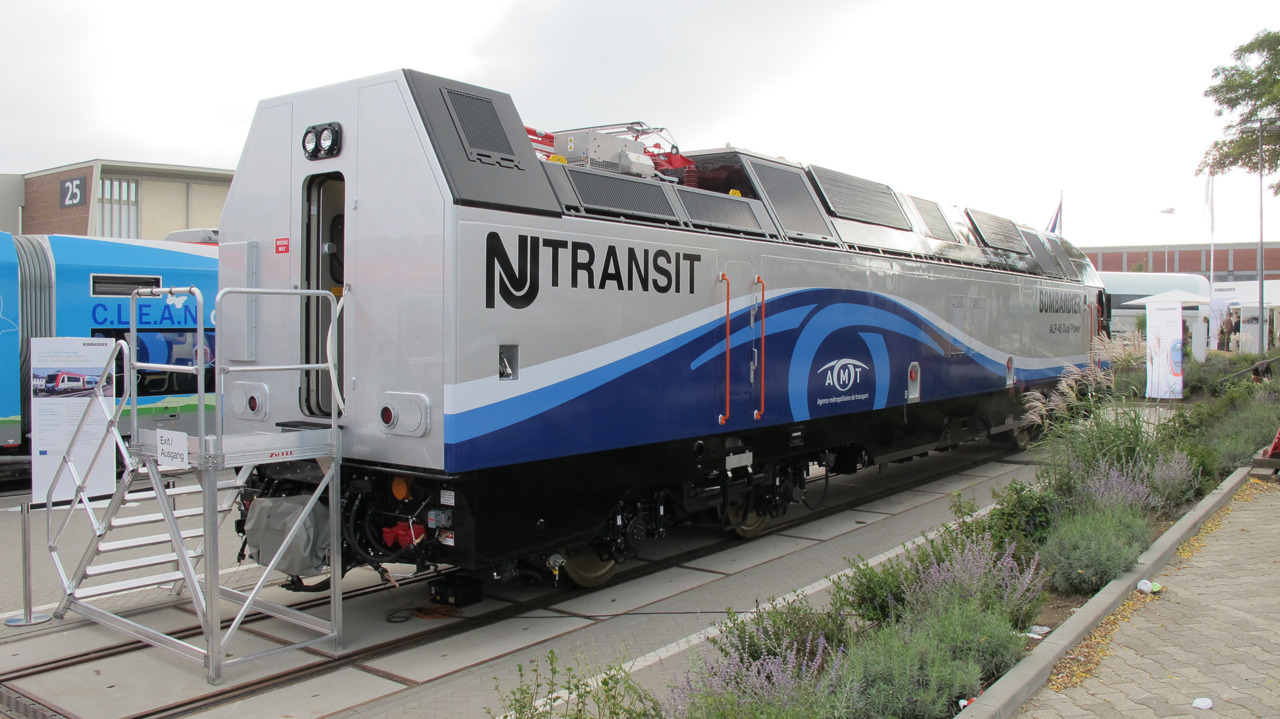
Vista traseira.
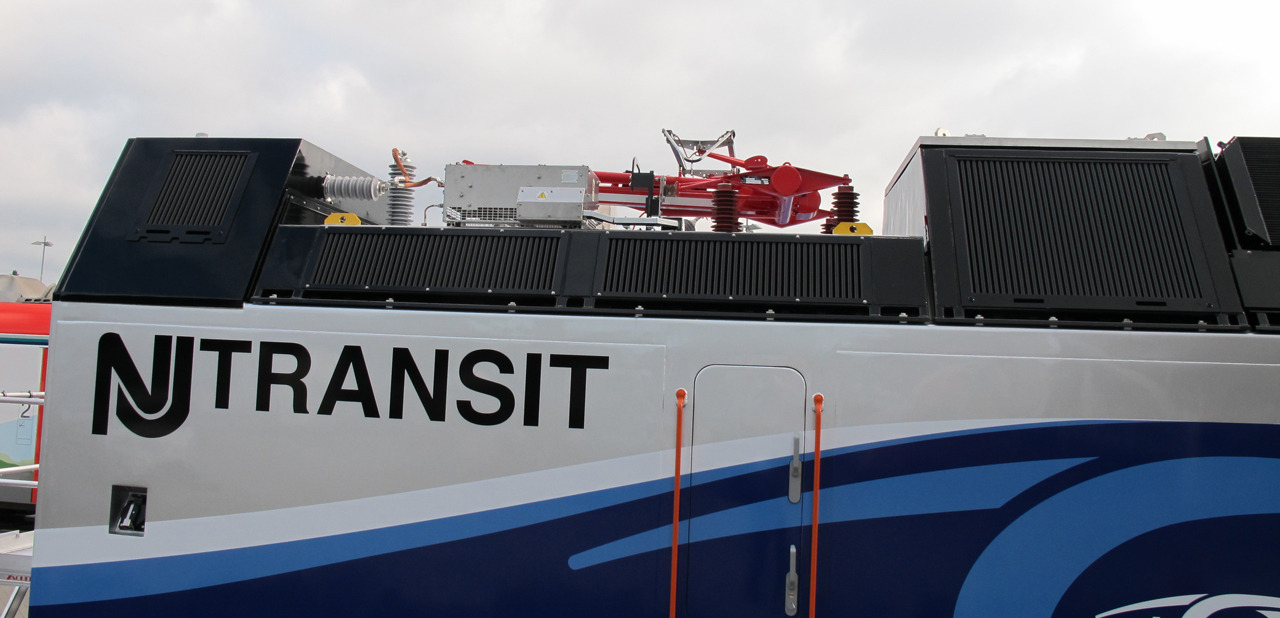
Pantógrafo montado na parte traseira da locomotiva.
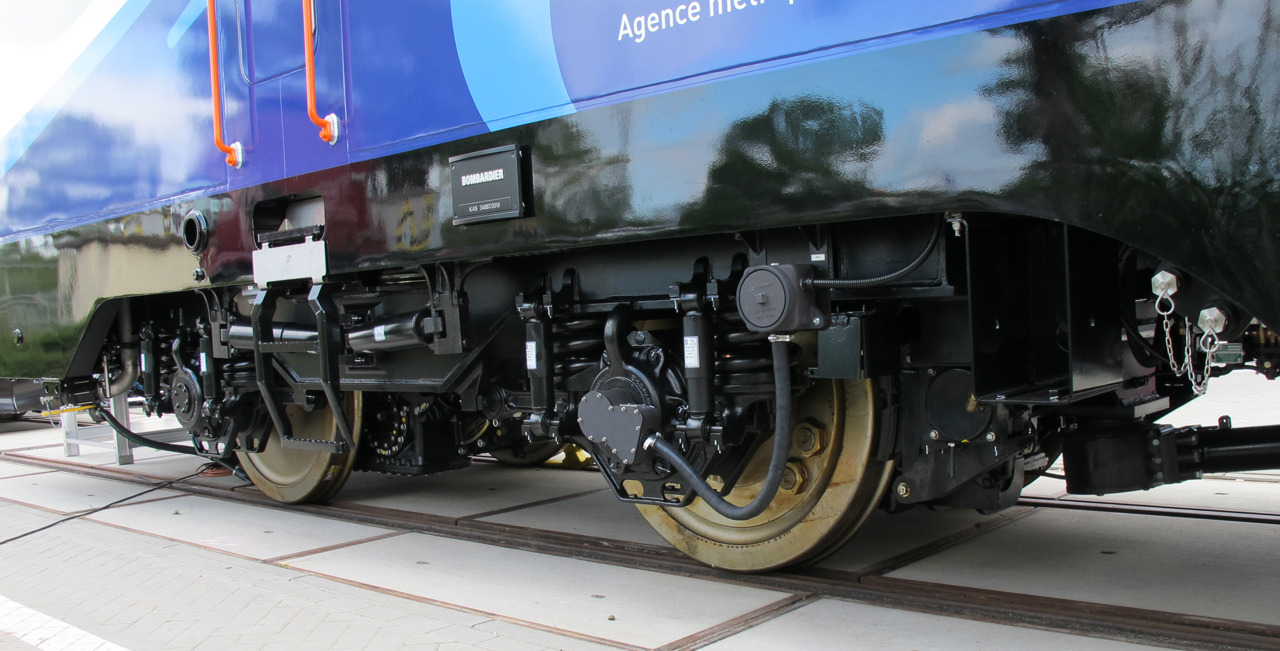
Detalhe do truque e da suspensão.
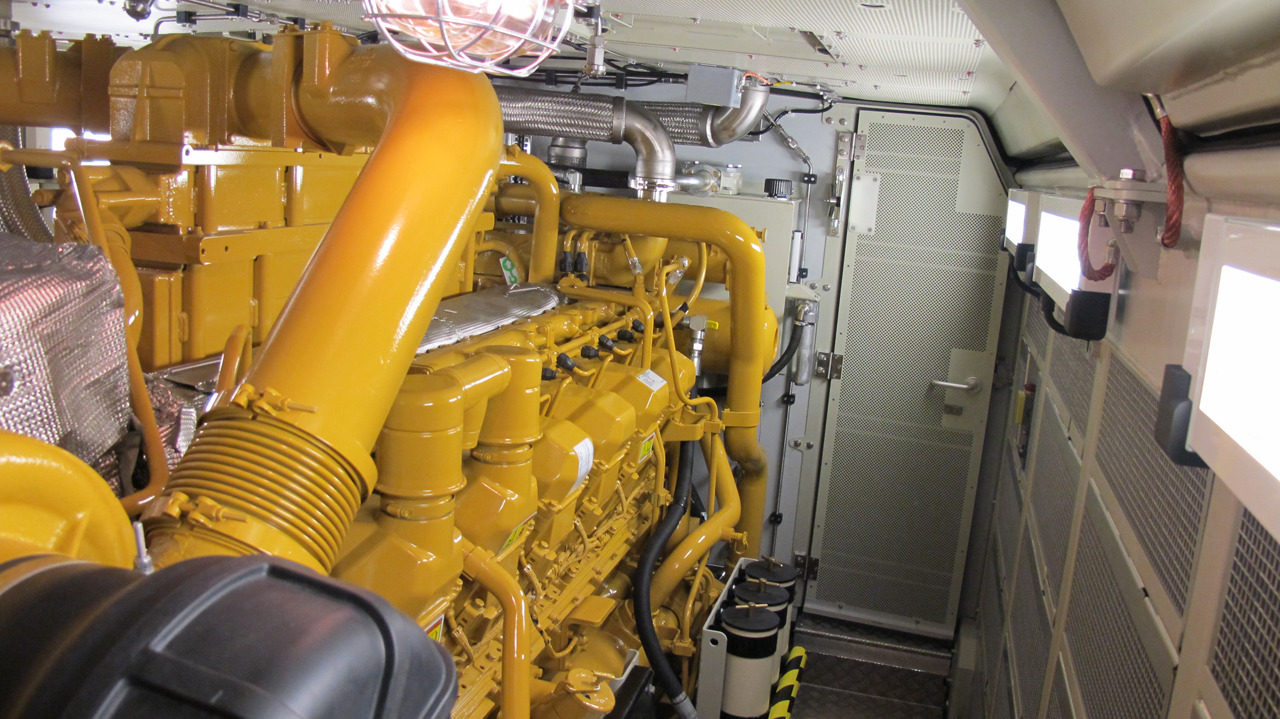
Motor primário Caterpillar.
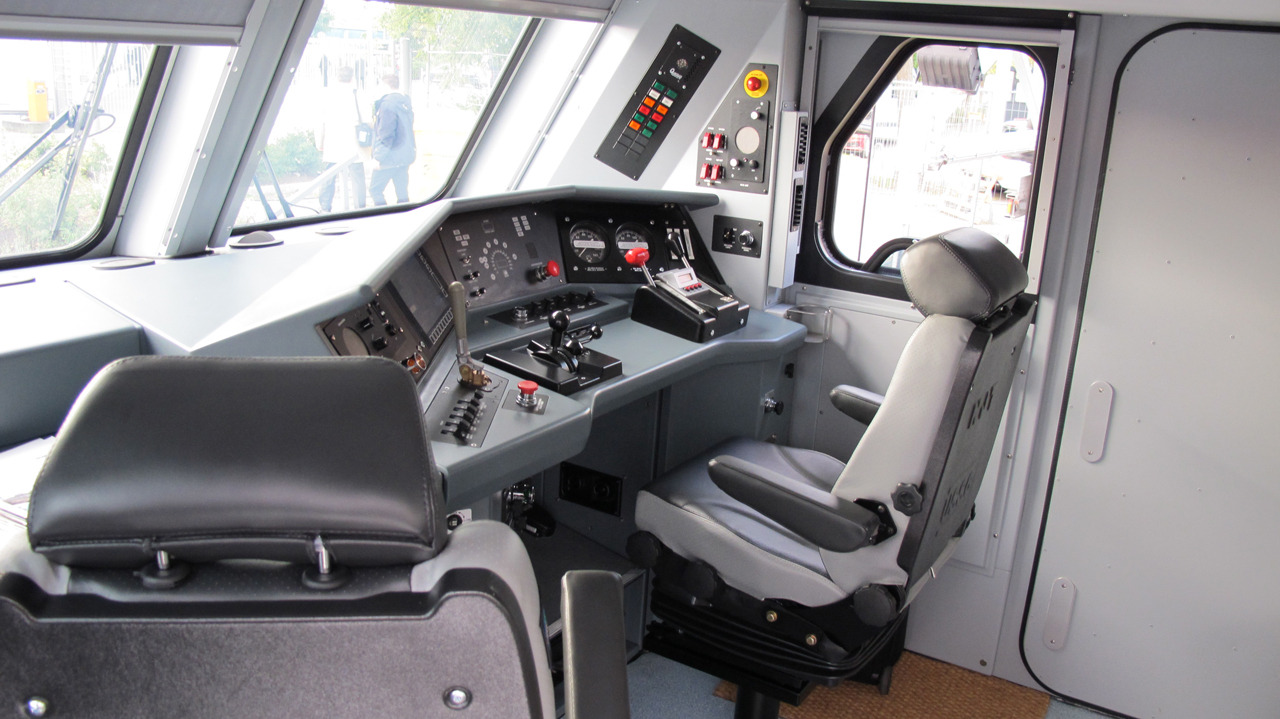
Interior da cabine.
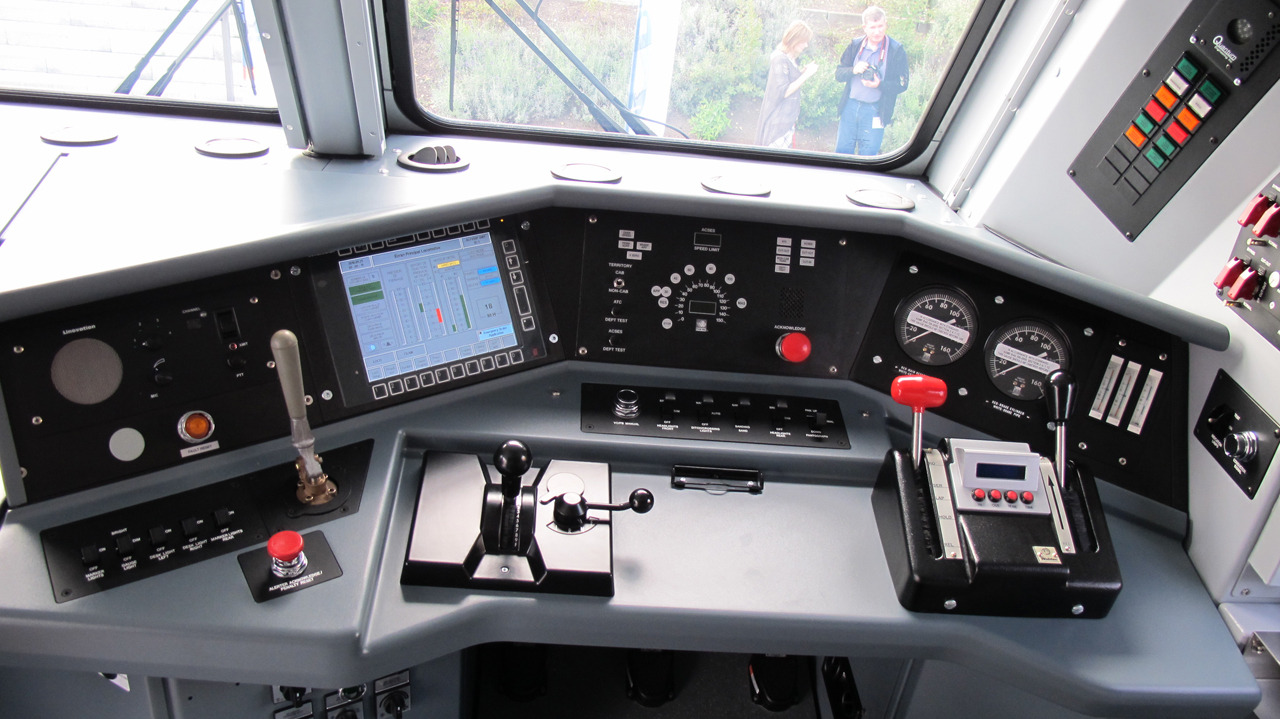
Controles do condutor.